# Andreas Alm
Gert Andreas Alm (Gällivare, 19 giugno 1973) è un allenatore di calcio ed ex calciatore svedese, di ruolo attaccante.

## Carriera

### Giocatore
Alm cominciò la carriera con la maglia dell'IK City di Eskilstuna, inizialmente nella formazione giovanile e poi nella prima squadra. Successivamente vestì la maglia dell'Hammarby, per poi passare ai norvegesi del Kongsvinger. Debuttò nella Tippeligaen il 13 aprile 1998, andando anche a segno nel successo per 3-0 sul Lillestrøm.
Nel 2000 tornò in patria, per militare nelle file dell'AIK, esordendo con questa maglia il 10 aprile, siglando una rete nella vittoria per 2-1 sull'Elfsborg. Giocò poi nel Norrköping e infine l'Eskilstuna City, dove chiuse la carriera nel 2007.

### Allenatore
Alm iniziò la carriera da allenatore proprio nell'Eskilstuna City. Il 27 novembre 2008 fu nominato nuovo assistente dell'allenatore dell'AIK, dopo che Nebojša Novaković si dimise per protesta contro il licenziamento di Rikard Norling. Insieme a Christer Swärd, altro assistente dell'allenatore Mikael Stahre, contribuì al double del 2009. Il secondo anno assieme, però, fu negativo: nonostante il successo nella Supercupen 2010, Stahre lasciò l'AIK per i greci del Panionios.
Alm mantenne il suo ruolo di assistente sia quando il nuovo allenatore della squadra fu Björn Wesström a titolo temporaneo, sia quando fu scelto definitivamente Alex Miller come nuovo tecnico. Quando Miller e l'AIK raggiunsero un consenso reciproco per separarsi, Alm fu nominato nuovo capo allenatore dell'AIK per il campionato 2011. Novaković tornò a ricoprirne il ruolo di assistente. Nell'agosto 2014, il suo contratto venne prolungato dal direttore sportivo Björn Wesström fino al termine della stagione 2017.
Il 13 maggio 2016 fu ufficialmente sollevato dall'incarico, complice un ruolino di 3 vittorie nelle 8 partite di campionato fin lì disputate, oltre al fatto di non aver mai vinto il titolo. La sua parentesi da capo allenatore in nerogiallo si chiuse così con due secondi posti (2011 e 2013), due terzi posti (2013 e 2015) e un quarto posto (2012), oltre alla partecipazione alla fase a gruppi dell'Europa League 2012-2013.
Il 5 luglio 2016 venne ufficializzato come nuovo allenatore del Vejle, squadra danese militante nella seconda serie nazionale. Fu il terzo tecnico svedese a sedere su quella panchina, dopo Mats Gren e Kléber Saarenpää. Nonostante il prolungamento di contratto ottenuto a stagione in corso, Alm e la società decisero di comune accordo di separarsi dopo il 9º posto in classifica di fine campionato.
In vista della stagione 2018, Alm fu scelto dalla dirigenza dell'Häcken per sopperire all'improvvisa partenza di Mikael Stahre, già suo capo allenatore ai tempi dell'AIK. Il 30 maggio 2019 guidò la squadra alla conquista della Coppa di Svezia 2018-2019, vinta 3-0 in finale contro l'AFC Eskilstuna. Una seconda qualificazione alle coppe europee la ottenne al termine della stagione successiva, in virtù del terzo posto in classifica con cui l'Häcken terminò l'Allsvenskan 2020. Il 30 maggio 2021, a due anni esatti dalla conquista della coppa nazionale del 2019, l'Häcken disputò un'altra finale di Coppa di Svezia, questa volta persa contro l'Hammarby ai calci di rigore.
Nel frattempo, a prescindere dall'esito della finale di coppa, il 15 maggio 2021 era già stato reso noto che a partire dal successivo 1º giugno Alm sarebbe diventato il nuovo allenatore dei danesi dell'Odense: la dirigenza dell'Häcken avallò questo trasferimento anche in virtù del deludente avvio di stagione dei gialloneri. Il suo nuovo club ottenne un ottavo posto sia nella Superligaen 2021-2022 che nell'edizione dell'anno successivo. La sua permanenza sulla panchina dei danesi durò poco più di due stagioni, fintanto che il 2 novembre 2023 venne esonerato per via di un avvio di campionato da 12 punti nelle prime 13 giornate.
Il 29 dicembre 2023 venne annunciato come nuovo allenatore dell'IFK Norrköping a vent'anni di distanza dall'inizio della sua precedente parentesi nel club nelle vesti di giocatore. I biancoblù terminarono l'Allsvenskan 2024 all'undicesimo posto. Al termine di questa stagione, la dirigenza del club decise di sollevarlo dall'incarico con due anni di anticipo rispetto alla scadenza contrattuale.

## Palmarès

### Allenatore

#### Competizioni nazionali
- Coppa di Svezia: 1

Häcken: 2018-2019